# Ixora salicifolia
Ixora salicifolia là một loài thực vật có hoa trong họ Thiến thảo. Loài này được (Blume) DC. mô tả khoa học đầu tiên năm 1830.